# Mary's Incredible Dream
Mary's Incredible Dream è un film televisivo del 1976 scritto e prodotto da Jack Good, diretto da Eugene McAvoy e Jaime Rogers per la CBS ed interpretato da Mary Tyler Moore. Il film è uno special televisivo interpretato dalla Moore e incentrata su un suo sogno, che vede la creazione del mondo, da partire dalla creazione fino alla distruzione del mondo, vista attraverso musiche, canzoni e numeri di danza.
Il film è anche una delle ultime apparizioni pubbliche del maestro d'orchestra Arthur Fiedler, popolare maestro della Boston Pops Orchestra dal 1930, anno delle dimissioni del maestro e compositore italiano Alfredo Casella, al 1979 e in cui recita assieme alla Hollywood Bowl Orchestra e al California Boys Choir nel ruolo di Dio, dirigendo lo stesso coro nel Hallelujah tratto dal Messiah di Handel.

## Trama
Speciale estremamente raro, mai ripetuto, con Mary Tyler Moore, Ben Vereen, Doug Kershar, Arthur Fiedler e i The Manhattan Transfer. Uno speciale in cui la Moore recita le sue fantasie più sfrenate. Molti grandi numeri di danza ci ricordano che Mary ha iniziato la sua carriera come ballerina. Moore canta e balla su brani rock, pop e classici in uno spettacolo tratto dalla Bibbia e arricchito di allegoria sulla creazione, la caduta e la rinascita dell'uomo. Lo spettacolo prende la forma di sequenze surreali di sogni che vanno dal fantasioso al solenne e che fanno recitare la Moore negli panni di angelo, diavolo e donna.